# Tremulous (album)
Tremulous is het tweede studioalbum van de Amerikaanse punkband Western Addiction. Het album werd uitgegeven op 10 maart 2017 door het punklabel Fat Wreck Chords en werd geproduceerd door Joey Cape van Lagwagon. De artwork is gedaan door de Belgische kunstenaar Thierry De Cordier.

## Nummers
1. "Clatter and Hiss" - 2:39
2. "Family of Boys" - 1:39
3. "Masscult, Vulgarians and Entitlement" - 2:25
4. "Taedium" - 3:13
5. "Ditch Riders" - 3:12
6. "Honeycreeper" - 3:01
7. "Righteous Lightning" - 3:30
8. "Red Emeralds" - 1:46
9. "Humming Bars of White Light" - 2:17
10. "The Rockery" - 2:50
11. "Your Life is Precious" - 5:34

## Band
- Tyson Annicharico - basgitaar
- Chad Williams - drums
- Ken Yamazaki - gitaar
- Tony Teixeira - gitaar
- Jason Hall - zang